# Glanz und Elend in Hollywood
Glanz und Elend in Hollywood (Originaltitel: Broken Hearts of Hollywood) ist ein US-amerikanisches Stummfilmdrama aus dem Jahr 1926 von Lloyd Bacon mit Patsy Ruth Miller, Louise Dresser und Douglas Fairbanks jr. in den Hauptrollen. Das Drehbuch basiert auf einer Originalstory von Raymond L. Schrock und Edward Clark.

## Handlung
Virginia Perry verlässt ihren Mann und ihr Kind, um nach Hollywood zurückzukehren. Doch da sie ihre Schönheit verschwendet und Trost im Alkohol sucht, findet sie sich bald als eine weitere „Abgehalfterte“ am Rande des Showbusiness wieder. Ihre Tochter Betty Anne gewinnt einen nationalen Schönheitswettbewerb und auf dem Weg nach Hollywood lernt sie Hal Terwilliger kennen, einen weiteren Gewinner des Wettbewerbs. Beide scheitern bei ihren ersten Filmversuchen und wenden sich Marshall zu, einem skrupellosen Betrüger, der sie in seiner Schauspielschule anmeldet. 
Molly, eine Filmkomparsin, überredet Betty Anne, eine wilde Party zu besuchen. Sie wird bei einer Razzia verhaftet. Hal nimmt, um das Geld für ihre Kaution aufzutreiben, einen Job als Stuntman an, bei dem er schwer verletzt wird. Betty Anne sucht die Hilfe des Starschauspielers McLain, der ihr die weibliche Hauptrolle in seinem nächsten Film verschafft. Virginia, die als ihre Mutter besetzt wird, schweigt über ihre Beziehung, bis der Film fertig ist. Aus Angst um die Sicherheit ihrer Tochter erschießt sie Marshall im Vollrausch und wird verhaftet. Bei der Verhandlung rettet Betty Annes Aussage ihre Mutter, die daraufhin glücklich mit ihrer Tochter und Hal vereint ist.

## Hintergrund
Der Film wurde am 1. August 1925 als kommende Produktion von Warner Bros. angekündigt. Die Hauptrollen sollten Patsy Ruth Miller und Kenneth Harlan übernehmen. Am 8. August 1925 wurde vermerkt, dass Roy Del Ruth die Regie übernehmen würde. Die aktuelle Version der Geschichte soll von Gregory Rogers geschrieben worden sein, während das Drehbuch von Darryl F. Zanuck stammen sollte. Tatsächlich war „Gregory Rogers“ ein von Zanuck verwendetes Pseudonym. Alle 26 Vertragsschauspieler von Warner und der deutsche Schäferhund Rin Tin Tin sollten in dem Film mitspielen, so eine Pressemeldung vom 18. August 1925. Wie am 26. September 1925 berichtet wurde, war aufgrund der unterschiedlichen Terminpläne der Schauspieler damit zu rechnen, dass die Dreharbeiten nur langsam vorankommen würden.
Am 24. Februar 1926 wurde bekannt gegeben, dass James Flood als Nachfolger von Roy Del Ruth die Regie übernommen hatte. Am 13. März 1926 hieß es, dass Philip Klein und E. T. Lowe, Jr. beauftragt worden waren, das Drehbuch nach der Geschichte von Gregory Rogers zu schreiben. Flood wurde bald darauf durch Millard Webb ersetzt, wie am 6. Mai 1926 berichtet wurde. Gleichzeitig wurde angegeben, dass Webb bereits durch Lloyd Bacon ersetzt worden sei.
Die Produktion verzögerte sich, als Patsy Ruth Miller nach einer Mandeloperation schwer erkrankte, wie am 26. Mai 1926 berichtet wurde. Eleanor Boardman und Pauline Starke wurden am 21. Mai 1926 als mögliche Nachfolgerinnen von Miller erwähnt. Einen Tag später hieß es außerdem, dass June Caprice kürzlich an einem Probedreh teilgenommen hatte. Am 6. Juni 1926 wurde dann berichtet, dass Miller eine Woche nach ihrer Operation ans Set zurückgekehrt sei. Die Dreharbeiten endeten in der Woche vom 12. Juli 1926.
Zusätzlich zu den Dreharbeiten auf dem Studiogelände von Warner in Hollywood wurden einige Szenen vor Ort in Grauman's Egyptian Theatre gedreht, wie am 7. August 1926 vermerkt war. In einem Presseartikel vom selben Tag wurden Louella Parsons, Sid Grauman, Bess Meredyth und Ethel Barrymore als Schauspieler identifiziert, die in den Grauman-Szenen auftraten. Ethels Bruder John Barrymore spielte ebenfalls in den Szenen mit, ebenso wie Flora Snyder. Zudem wurde am 4. September 1926 Nicholas Musuraca als Kameramann identifiziert.

## Veröffentlichung
Die Premiere des Films fand am 14. August 1926 statt. 1927 kam er in Österreich in die Kinos.